# بریگز (ویرجینیا)
بریگز (به انگلیسی: Briggs) یک منطقهٔ مسکونی در ایالات متحده آمریکا است که در شهرستان کلارک، ویرجینیا واقع شده‌است.